# Richard Tepe
Richard August Joseph Maria (Richard) Tepe (Amsterdam, 28 augustus 1864 – Apeldoorn, 16 mei 1952) was een Nederlands natuurfotograaf. Zijn vader, de Amsterdamse koopman Richard Johannes Joseph Tepe (1835-1864), was een oudere halfbroer van de bekende architect Alfred Tepe (1840-1920).
De autodidact Tepe was behalve in fotografie geïnteresseerd in de natuur en de natuurbescherming die opkwam aan het begin van de 20e eeuw en zocht naar manieren om natuur en natuurbescherming te populariseren. Nadat hij omstreeks 1900 was begonnen met fotograferen, richtte hij zich dan ook al snel op de natuurfotografie. Hij bewoog zich als een van de eersten in Nederland in dit genre en kan samen met Paul Louis Steenhuizen als pionier worden gezien op het gebied van vogelfotografie. De foto's die hij in de jaren 1902-1905 maakte op het Naardermeer, dienden als illustratie bij een artikel van Jac. P. Thijsse in De Levende Natuur, toen het voortbestaan van dit natuurgebied bedreigd werd. Later legde Tepe zich ook toe op planten, landschappen, bomen, bloemen en boerderijen. Tepe kende het werk van de Engelse vogelfotografen als Cherry en Richard Kearton.
Zijn foto’s verschenen in talloze natuurboeken en -tijdschriften, onder meer in samenwerking met Jac.P. Thijsse en Rinke Tolman. Ook toonde hij zijn werk op tentoonstellingen. Foto’s van Tepe verschenen onder meer in Het vogeljaar (Thijsse, 1903); Het intieme leven der vogels (Thijsse, 1906); Omgang met planten (Thijsse, 1909) en Onder Hollands hemelen (Tolman, 1923). Hij publiceerde ook zelf foto's en korte artikelen in verschillende bladen en zijn foto's werden gebruikt op vogelkalenders en prentbriefkaarten. Tepe is altijd zijn grote 13x18 camera met glasnegatieven trouw gebleven, ook toen de kleinbeeldcamera al in opkomst was.